# Социализм или варварство
«Социализм или Варварство» (фр. Socialisme ou Barbarie) — французская леворадикальная либертарно-социалистическая группа, перенявшая название от известной фразы Розы Люксембург. Одним из ведущих теоретиков группы был Корнелиус Касториадис. Просуществовала с 1948 по 1967 годы. Её идеи впоследствии повлияли на мировоззрение участников студенческого бунта в мае 1968 года и на развитие французской леворадикальной мысли после Красного мая.

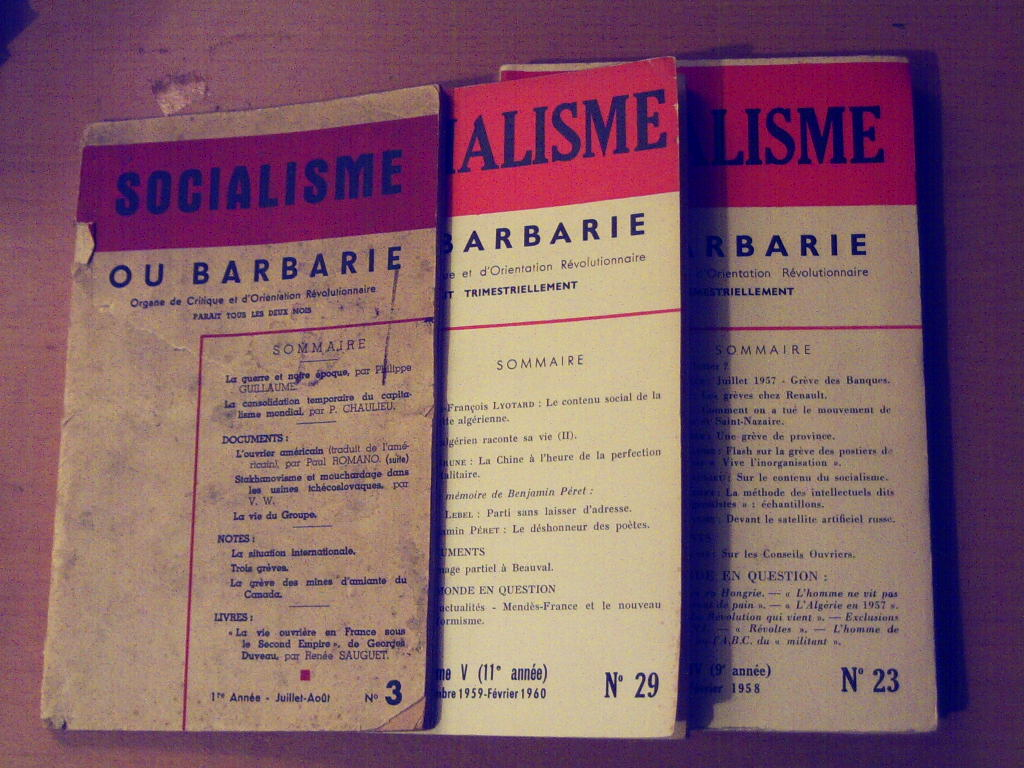
Несколько номеров одноименного журнала группы Социализм или Варварство

## История
В 1949 году группа французских троцкистов вышла из Четвёртого интернационала и создала леворадикальную группу «Социализм или варварство», выпускавшую одноименный журнал с 1949 по 1965 годы (основатели — Корнелиус Касториадис и Клод Лефор). Основу группы составляли, по признанию Касториадиса, в основном бордигисты, сторонники «коммунизма рабочих советов» и анархисты. Группа активно сотрудничала с группой Джонсон — Форест, стоявшей на схожих позициях. Одна фракция этой группы позже сформировала «Facing Reality».
Становление группы также характеризовалось частыми дискуссиями с Антоном Паннекуком и, как итог, пополнением рядов группы из числа экс-бордигистов. Позиции группы усиливаются после событий Венгерского восстания, которые, по их мнению, наглядно показали как бюрократический капитализм подавляет пролетарское движение. За антисоветскую направленность группа «Социализм или варварство» подвергалась критике Сартром, который, впрочем, изменил своё мнение после событий 68-го года.

## Взгляды
Главным направлением  деятельности была критика Советского Союза как формы государственного бюрократического капитализма, а также критика традиционного марксизма за его идеологическую окостенелость в трактовке капиталистических и бюрократических обществ.
По мнению участников группы, Советский Союз представлял собой не «деформированное рабочее государство», как считал Лев Троцкий, а новый тип общества — бюрократический капитализм. В основе него лежала та же эксплуатация, пусть и без классических законов буржуазной конкуренции, но с теми же ценностями. Поэтому они считали, что левые не должны защищать СССР. Государственная собственность на средства производства не только не ведёт к социализму, но и напротив, может привести к увеличению эксплуатации и угнетения, хотя опыт сталинизма показывает регулярность уменьшения длительности рабочего времени, с одновременным снижением цен. Следовательно, главным злом являлись иерархия и бюрократия. По обе стороны Берлинской стены власть принадлежала бюрократам. Они считали, что революционное действие сегодня может проистекать только в рамках автономизма. Бюрократическому псевдосоциализму СССР группа противопоставляла идеи рабочего самоуправления. Трудящимся следовало организоваться в рабочие советы, взять в свои руки всю полноту хозяйственной и политической власти. Никакая партия или идейная группа не должна подменять собой власть рабочих советов.
Данная неортодоксальная марксистская критика авторитаризма оказала большое влияние на социальные движения мая 1968 года.

## Члены группы
- Корнелиус Касториадис
- Ги Дебор
- Клод Лефор
- Жерар Женетт
- Эдгар Морен
- Жан Лапланш
- Агис Стинас